# Enrique Chaneton
Enrique J. Chaneton (m. 2019) fue un ecólogo, docente e investigador argentino. Obtuvo su licenciatura en Ciencias Biológicas en 1986 en la Universidad CAECE. En 1995 obtuvo su Maestría en Recursos Naturales en la Escuela para Graduados de la Facultad de Agronomía de la Universidad de Buenos Aires, bajo la dirección del  Rolando León. Luego se trasladó al Imperial College de la Universidad de Londres , donde desarrolló su doctorado con John Lawton, e graduó en 1998. 
Su investigación se centró en la estructura y dinámica de las comunidades vegetales. Su sistema de investigación central fueron las pampas o pastizales de Argentina. Pero Enrique Chaneton también realizó investigaciones en las estepas  y en los bosques patagónicos. Los ejes de sus estudios fueron los efectos de las  perturbacione  y las invasiones  sobre diversidad biológica de la comunidad. También profundizó el conocimiento de las redes tróficas. Sus investigaciones siempre se fundaron en una sólida base teórica y conceptual.
Profesionalmente fue investigador Principal de CONICET y de la Universidad de Buenos Aires. Se desempeñó como editor asociado de la revista Biological Invasions. Fue un pionero en el uso de experimentos de campo, en un momento en que el estudio observacional era más común. Impartió cursos de posgrado en la diferentes instituciones de posgrado de la Universidad de Buenos Aires, en la Facultad de Agronomía, donde fue profesor asociado. También presidió el programa de doctorado de la Facultad de Agronomía. 
Falleció en marzo de 2019 a causa de un cáncer en el cerebro a la edad de 56 años.